# 김나현 (바둑 기사)
김나현(金娜賢, 1991년 12월 6일 ~ )은 대한민국의 바둑 기사이다.

## 약력
8세에 바둑에 입문하여 2003년 11월부터 연구생 생활을 했다. 이세돌 바둑도장에서 바둑을 배웠다. 2009년 제36회 여류입단대회를 통해 입단했다. 2010년 제16기 여류국수전 본선에 진출했다. 2016년 제35기 KBS바둑왕전 예선을 통과하면서 2단으로 승단했다. 2016년 엠디엠 한국여자바둑리그 본선과 제10회 지지옥션배 본선, 제21회 여류국수전 본선에 올랐다.